# Lauerbachskapelle

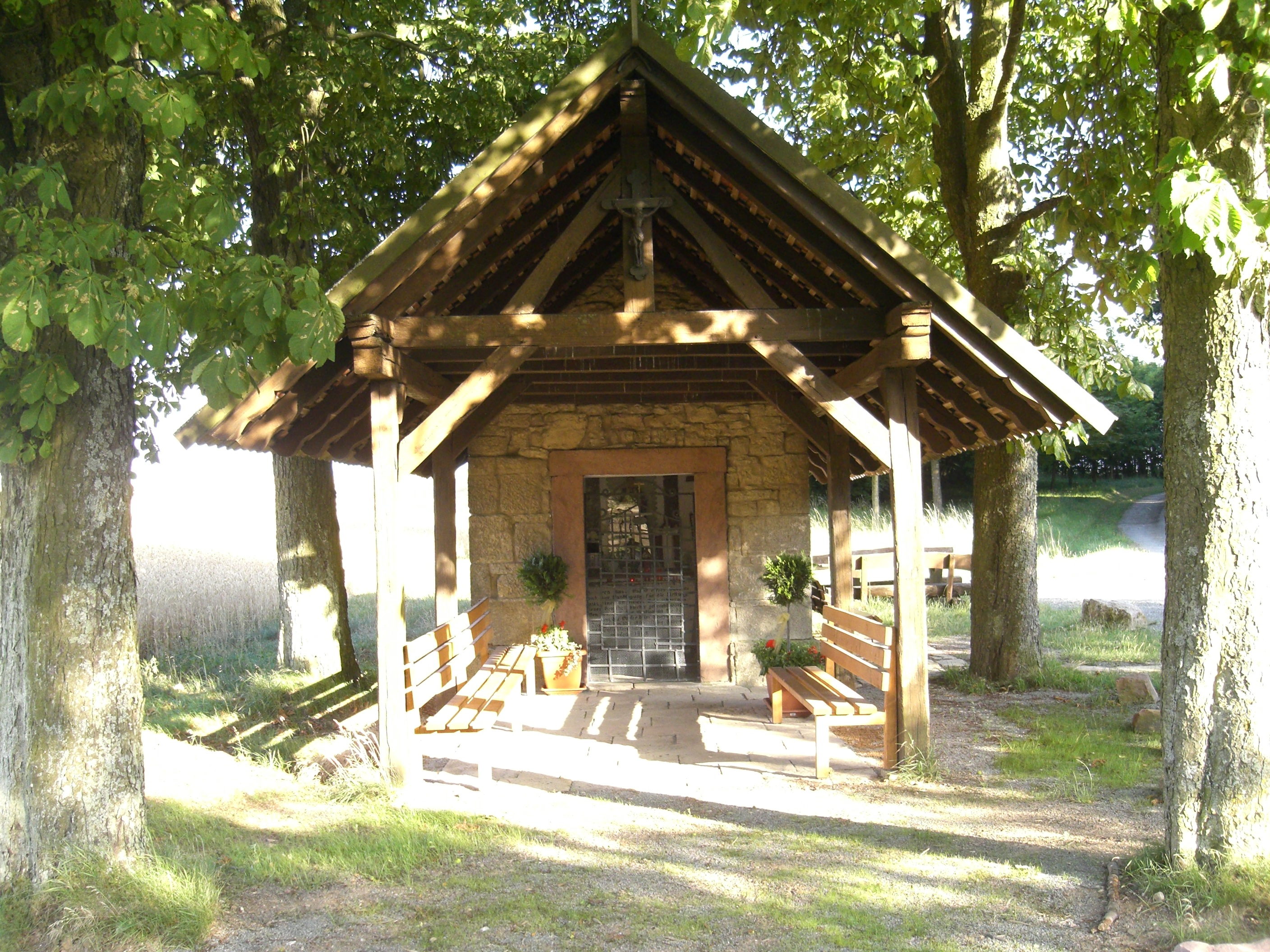
Die Lauerbachskapelle in Fuchsstadt.

Die Lauerbachskapelle befindet sich in der unterfränkischen Gemeinde Fuchsstadt im bayerischen Landkreis Bad Kissingen.

## Geschichte
Die Kapelle wurde im Jahr 1864 neben einer damals fast tausendjährigen Eiche gebaut. Höchstwahrscheinlich befand sich an der Eiche ein Marienbild oder ein Kreuz.
Wie der Fuchsstädter Schreinermeister Ludwig Heid in einem im Pfarrarchiv überlieferten Brief aus dem Jahr 1952 berichtet, geht der Bau der Kapelle auf die ledige Elisabeth Schaub zurück. Diese erlitt bei der Eiche eine Ohnmacht sowie einen Blutsturz und wurde in einer Vision aufgefordert, dort eine Kapelle zu errichten. Ihr Ansinnen wurde jedoch von den Bauern, die Armut litten, zunächst nicht ernst genommen. Erst als Elisabeth Schaubs Schwager, der Vater des Briefeschreibers, von einer Prozession zum Lauerbach träumte, leitete er den Bau einer Kapelle unter der Eiche in die Wege.
Die Kapelle wurde von örtlichen Geschäftsleuten und Handwerkern errichtet. Die Muttergottesstatue war ein Geschenk des damaligen Guardian des Klosters Altstadt (Hammelburg) und wurde von Elisabeth Schaub in die Kapelle transportiert. Die Kapelle wurde von Pfarrverweser Jessenberger eingeweiht.
Während des Deutschen Krieges von 1866 suchte die Fuchsstädter Bevölkerung in der Lauerbachskapelle erfolgreich Schutz vor den preußischen Truppen, woran eine Inschrift am Altar erinnert.
Bis zum Jahr 1969 war die Kapelle jedes Jahr am zweiten Bitttag Ziel einer Prozession. Marienandachten werden sonn- und feiertags, besonders im Mai, an der Kapelle abgehalten.
Im Lauf der Zeit musste das von der Stifterin Elisabeth Schaub in die Kapelle transportierte Muttergottesbild wegen Diebstahlsgefahr in die Fuchsstädter Mariä Himmelfahrt-Pfarrkirche gebracht werden. Der Gartenbauverein Fuchsstadt hat die Patenschaft für die Kapelle übernommen. Die einstige Eiche neben der Kapelle musste im Jahr 1983 gefällt werden. Am „Tag des Baumes 1984“ wurde an ihrer Stelle eine neue Eiche gepflanzt.